# 2003 en jeu vidéo
Cet article présente les faits marquants de l'année 2003 concernant le jeu vidéo.

## Événements
- Printemps : création du PEGI, système d'évaluation des jeux vidéo.
- 1er avril : Square et Enix fusionnent pour devenir Square Enix.
- 7 mai : Infogrames rachète le nom Atari et abandonne son ancienne appellation.
- 7 octobre : sortie aux États-Unis de la N-Gage, console portable de Nokia.
- La production de la Famicom et de la Super Famicom s'arrête en septembre 2003 au Japon.
- Suivi en novembre de l'arrêt de la Nintendo 64 et du support cartouche.

## Principales sorties de jeux

### Japon
|            | Nintendo Puzzle Collection         | GameCube        |
| 13 février | Zone of the Enders: The 2nd Runner | PlayStation 2   |
| 27 février | Star Ocean: Till the End of Time   | PlayStation 2   |
| 13 mars    | Final Fantasy X-2                  | PlayStation 2   |
| 20 juin    | Mother 1+2                         | GameBoy Advance |
| 17 juillet | R-Type Final                       | PlayStation 2   |
| 25 juillet | F-Zero GX                          | GameCube        |
| 7 novembre | Mario Kart: Double Dash!!          | GameCube        |

### États-Unis
| 13 février  | Tom Clancy's Splinter Cell             | PC               |
| 23 juin     | Wario World                            | Gamecube         |
| 15 juillet  | Star Wars: Knights of the Old Republic | Xbox             |
| 11 novembre | Ratchet and Clank 2                    | PlayStation 2    |
| 17 novembre | Mario and Luigi: Superstar Saga        | Game Boy Advance |
| 29 octobre  | Call of Duty                           | PC               |
| 19 novembre | Manhunt                                | PlayStation 2    |

### Europe
| Date de sortie | Titre                                  | Console       |
| -------------- | -------------------------------------- | ------------- |
| 11 avril       | Galerians: Ash                         | PlayStation 2 |
| 2 mai          | The Legend of Zelda: The Wind Waker    | Gamecube      |
| 20 juin        | Wario World                            | Gamecube      |
| 13 novembre    | Beyond Good and Evil                   | PlayStation 2 |
| 20 novembre    | Prince of Persia : Les Sables du temps | PlayStation 2 |
| 21 novembre    | Ratchet and Clank 2                    | PlayStation 2 |
| 23 octobre     | Hidden & Dangerous 2                   | PC            |

## Meilleures ventes

### Vente de jeux sur console au Japon
| Classement | Titre                                | Support          | Nombre d'unités |
| 1          | Final Fantasy X-2                    | PlayStation 2    | 1 941 727       |
| 2          | Pokémon Rubis et Saphir              | Game Boy Advance | 1 704 458       |
| 3          | Shin Sangoku Musou 3                 | PlayStation 2    | 1 178 455       |
| 4          | Winning Eleven 7                     | PlayStation 2    | 1 085 082       |
| 5          | Everybody's Golf 4                   | PlayStation 2    | 875 252         |
| 6          | Dragon Quest Monsters: Caravan Heart | Game Boy Advance | 593 458         |
| 7          | Mobile Suit Gundam: Megurial Sora    | PlayStation 2    | 577 972         |
| 8          | Mario Kart: Double Dash!!            | GameCube         | 567 849         |
| 9          | WarioWare, Inc.: Mega Microgame$     | Game Boy Advance | 556 806         |
| 10         | Dragon Ball Z: Budokai               | PlayStation 2    | 543 312         |

## Récompenses
- Voir E3 2003
- Yū Suzuki est récompensé par le AIAS Hall of Fame